# Unkenmühle (Sulzheim)
Unkenmühle ist ein Gemeindeteil der Gemeinde Sulzheim im unterfränkischen Landkreis Schweinfurt in Bayern. Der Ort liegt in der Gemarkung Sulzheim.

## Lage
Die Einöde liegt auf freier Flur am Unkenbach. Im Norden gibt es einen Steinbruch, in dem Gips abgebaut wird. Im Westen liegt das Naturschutzgebiet Sulzheimer Gipshügel. Ein Anliegerweg führt zur Staatsstraße 2272 (0,3 km nordöstlich).

## Geschichte
Mit dem Gemeindeedikt (frühes 19. Jahrhundert) wurde Unkenmühle, damals noch Sulzheimermühl genannt, der Ruralgemeinde Sulzheim zugewiesen. Sulzheimermühl wurde damals als Gipsmühle genutzt.